# 袁也烈
袁也烈（1899年10月19日—1976年8月8日），原名炎烈，字树成，号映吾，曾用名袁振武、王国栋，湖南洞口袁家垅人，中国人民解放军将领、中国人民解放军开国少将。

## 生平
1921年8月考入湖南省立第一师范学校，在校听过毛泽东讲解的《列强》和《共产党宣言》，积极参加了马克思主义研究会的活动。1924年，考入广西陆军军官学校。参加了共产党领导的中国青年军人联合会和中国共产党外围组织“火星社”，1925年5月以“火星社”社员为核心，袁也烈联络同学二百多人起义，投奔黄埔军校，被分配在黄埔军校政治部任秘书股干事、宣传科科员。1925年7月由聂荣臻、杨其纲介绍加入中国共产党。任黄埔军校第四期入伍生团指导员，后任叶挺独立团第六连连长，参加北伐。晋升为副营长、第十一军七十二团营长，第二十五军七十二团参谋长。1927年5月在武汉列席了中国共产党第五次全国代表大会闭幕式。
1927年，率所部第二十四师二团第三营参加南昌起义。1927年11月，改名袁振武，被中央军委派到广西龙州，任广西警备五大队第一团参谋长兼第一营营长。1930年2月1日，龙州起义取得成功，建立了中国工农红军第八军，任第一纵队参谋长兼第一营营长兼党总支书记。1930年10月，红七军、红八军胜利会师，任红七军第二十师五十九团团长，参与桂岭整编。北上向江西苏区转战。在转移途中，在广东乳源县梅花村遭敌袭击身负重伤，后被安排离队赴上海治疗。
1931年3月，化名袁映吾来到上海养伤。5月15日深夜，被英国巡捕逮捕，以“危害民国”罪判处袁也烈有期徒刑5年，关进提篮桥监狱。服刑期满后，送入苏州反省院，同意他写一份“弃商就农”的志愿书，于1935年10月释放。出狱后，经北方局审查，恢复了党的关系，从此改名袁也烈。
抗日战争时期，被派往国民党石友三的部队任党的地下工委书记。1939年回到抗日根据地，1939年7月任八路军山东纵队山东军政干部学校副校长，1939年12月任中国人民抗日军政大学第一分校训练部部长，1942年2月任清河军区参谋长，1944年1月任渤海军区参谋长、1945年日本投降后升任渤海军区副司令员。
1945年9月任渤海军区代司令员。1946年6月10日，指挥德州战役。1946年8月兼任山东解放军第七师师长。1948年2月任渤海纵队司令员。1949年3月任山东军区第二副司令员兼参谋长。
中华人民共和国成立后，任华东军区海军副司令员兼参谋长、司令员、政治委员，中国人民解放军海军副参谋长。1955年授少将军衔。获二级八一勋章、一级独立自由勋章、一级解放勋章。。1960年兼任中华人民共和国水产部副部长。1963年，兼任国家科委海洋专业组组长，与副组长于笑虹、刘志平一起牵头组织了29名专家联名向党中央、国务院写信,建议成立国家海洋局，统一管理国家的海洋事业。第三届全国人民代表大会代表。
1978年11月15日，党中央为他彻底平反昭雪，恢复名誉。1979年2月1日，中国人民解放军总政治部发出文件，追认他为革命烈士。